# Mönsterås–Åseda Järnvägsaktiebolag
Die Mönsterås–Åseda Järnvägsaktiebolag (MÅJ) war eine schwedische Aktiengesellschaft.
Die Gesellschaft wurde am 17. Mai 1900 in Mönsterås gegründet, um die Bahnstrecke Mönsterås–Växjö zu planen und zu bauen. Nachdem am 22. Januar 1905 der 27 Kilometer lange Streckenabschnitt zwischen Sandbäckshult und Alsterbro eröffnet wurde, kam die Gesellschaft in Zahlungsschwierigkeiten. Der am 2. August 1905 von der Hauptversammlung beschlossene Insolvenzantrag wurde am 14. September abgelehnt. Mehrere Versteigerungstermine blieben erfolglos.
Erst am 15. März 1910 übernahm die Kalmar läns Östra järnvägsaktiebolag (KBJ) die Gesellschaft und gründete für den Weiterbau der Strecke die Nachfolgegesellschaft Mönsterås nya Järnvägsaktiebolag mit den gleichen Initialen MÅJ.